# Клинтон (Северна Каролина)
Клинтон (енгл. Clinton) град је у америчкој савезној држави Северна Каролина.

## Демографија
По попису из 2010. године број становника је 8.639, што је 39 (0,5%) становника више него 2000. године.
| Група             | 2000.         | 2010.         |
| Белци             | 4.455 (51,8%) | 4.021 (46,5%) |
| Афроамериканци    | 3.559 (41,4%) | 3.500 (40,5%) |
| Азијати           | 64 (0,7%)     | 95 (1,1%)     |
| Хиспаноамериканци | 401 (4,7%)    | 791 (9,2%)    |
| Укупно            | 8.600         | 8.639         |